# Cinema Apolo (Manresa)
El Cinema Apolo fou un cinema de Manresa situat al carrer del Bonsuccés, 1.
En un primer moment anomenat Salón Apolo, es va instal·lar al petit teatre i sala de ball de la Cooperativa Obrera Manresana i es va inaugurar el 30 d'agost de 1925, durant la Festa Major, amb l'obra “La reina jove” d'Àngel Guimerà.
Després de la guerra, l'empresari Lluís Rovira i Pujol hi va obrir un nou teatre. Es va inaugurar el 2 de febrer del 1941 amb l'actuació de l'actor Enric Borràs protagonitzant l'obra “El Abuelo” de Benito Perez Galdós. La famosa actriu i dobladora Mª Matilde Almendros hi va actuar en nombroses ocasions i, el 22 de setembre de 1943, se li va fer un homenatge.
El 1946, Lluís Rovira el va convertir en cinema, però el caràcter autònom i independent de la sala va desaparèixer aviat quan va passar a mans de la família Padró, propietaris de la majoria dels teatres i cinemes de Manresa.
El 14 de setembre del 1958, un incendi va cremar bona part de l'edifici. A partir d'aquell moment, l'empresa Cabot (coneguda més tard amb el nom d'Espectacles Padró Cabot SL) es va fer càrrec del cinema.
A la dècada dels setanta del segle xx, va funcionar com a sala d'art i assaig. Va ser el cinema on es va projectar durant dues setmanes la pel·lícula “Helga. El milagro de la vida”(1969), amb llargues cues al carrer. A partir d'aquell moment, va ser relegada a les sales d'art i assaig, no apte per a menors, i va despertar un fort morbo en un públic àvid de sensacions fortes que exhaurien les entrades. Com en altres sales, hi havia una ambulància a prop del cinema, en prevenció d'atendre públic aprensiu davant la visualització d'un part. En els últims anys de funcionament s'hi van projectar pel·lícules X.
El cinema va deixar de funcionar l'any 1987.
A principis dels anys noranta del segle xx, es va enderrocar una part de l'edifici i s'hi van fer habitatges i locals comercials, en activitat actualment.